# Przemysław Matyjaszek
Przemysław Matyjaszek (ur. 24 kwietnia 1978 w Rudzie Śląskiej) – polski judoka, zawodnik Czarnych Bytom, wicemistrz Europy w wadze 100 kg i brązowy medalista w kategorii open w 2007 roku. Na mistrzostwach świata w Kairze w 2005 roku zajął 5. miejsce.
Posiada 7 dan.

## Sukcesy

### Mistrzostwa Europy
- 2007 Warszawa –  (open)
- 2008 Lizbona –  (100 kg)